# Малый веретенник
Малый веретенник (лат. Limosa lapponica) — вид птиц из семейства бекасовых (Scolopacidae).

## Описание
Малый веретенник внешне очень похож на большого веретенника, только немного меньше, так как его ноги немного короче. Его клюв немного короче чем у большого веретенника. Длина тела составляет от 37 до 41 см, масса — от 230 до 360 г.
В брачном наряде оперение самцов интенсивно ржаво-красное. Оперение самок более тусклое, на шее, груди и верхней части брюха больше красно-коричневатой окраски. В зимней одежде оперение у обоих полов бледного светло-коричневого цвета.

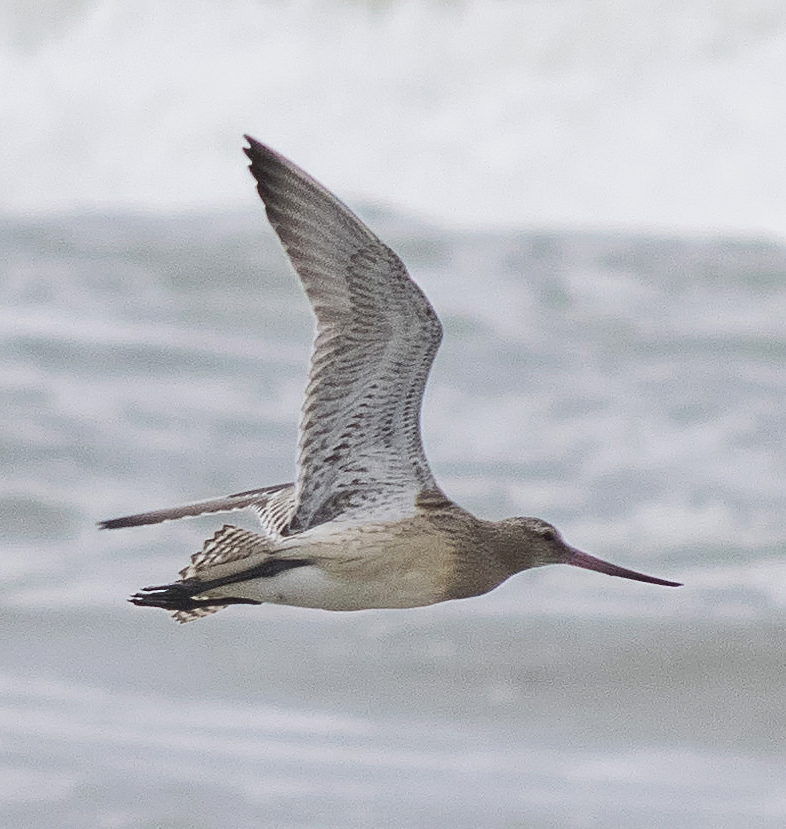
Малый веретенник в полёте

Клюв длиной 10 см. С его помощью во время отлива птицы добывают из грунта червей, крабов и других животных. На зимовке благодаря такому питанию масса птиц может удваиваться. Запасы энергии служат обратному полёту в свою область гнездования.

## Питание
Питание птиц на побережье зависит от прилива и отлива, во время отлива они активны также ночью. Свой корм птицы ищут преимущественно на мелководье.

## Размножение

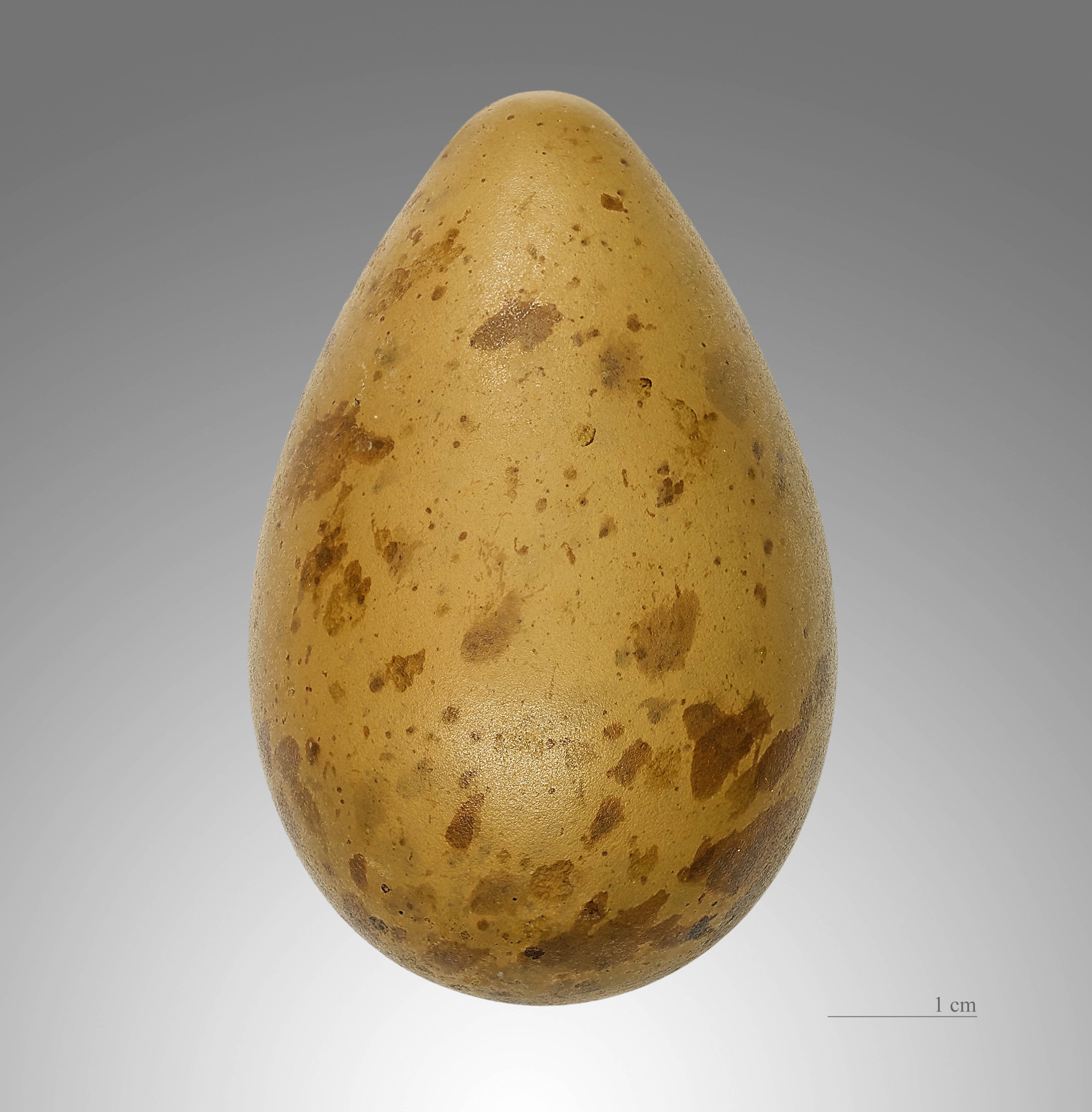
Limosa lapponica

Половая зрелость наступает после второго или третьего года жизни. Гнездо — это неглубокая ямка на земле. В кладке от 3 до 4 яиц. Обе родительских птицы участвуют в высиживании. Инкубационный период длится от 20 до 21 дня.

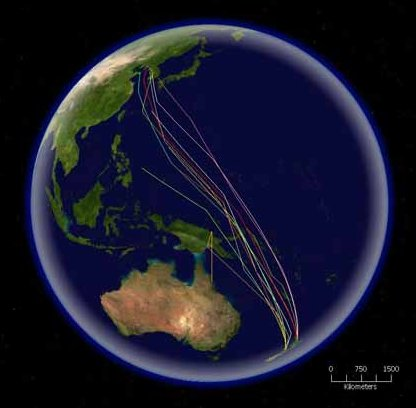
Миграция малого веретенника из Новой Зеландии до Китая — показания системы спутникового слежения.

## Распространение
Малый веретенник гнездится во влажной арктической тундре и распространён от северного края лесной зоны в Лапландии через Евразию до Западной Аляски. Существует 5 значительных областей гнездования:
- север Фенноскандии, северная часть Белого моря и полуострова Канин;
- от полуострова Ямал до устья Анабара;
- от устья Лены до Чаунской губы;
- от Анадырского лимана до южной части Чукотского полуострова;
- север и запад Аляски.

Малый веретенник — перелётная птица, которая зимует на берегах Средиземного моря, на атлантическом побережье Африки, на Красном море, серо-западном побережье Индии, в Австралии и Новой Зеландии.
Самец малого веретенника в 2020 г. установил мировой рекорд дальности безостановочного полёта среди птиц (12 200 километров). До этого рекордсменом считалась самка этого же вида, пролетевшая без остановки 11 680 километров.